# Gail Collins
Gail Collins, född 2 februari 1941, död 6 december 2013, var en låtskrivare och fru till musikproducenten Felix Pappalardi. Hon hjälpte till att skriva till många Mountain-låtar och var med och skrev Creams hits "World of Pain" med Pappalardi och "Strange Brew" med Pappalardi och Eric Clapton.
Den 17 april 1983 sköt hon sin make Pappalardi en gång i halsen på femte våningen i deras lägenhet på Manhattan. Han dödförklarades på platsen och Gail blev åtalad för mord. Åklagaren hävdade att Pappalardi hade haft ett 11 månaders långt förhållande med 27-åriga Valerie Merians och att det var orsaken till att Gail mördade honom. Gail sade till sitt försvar att avtryckaren trycktes av misstag när Felix visat henne hur man använde pistolen.